# Арена Корінтіанс
«Арена Корі́нтіанс» (порт. Arena Corinthians) — футбольний стадіон у Сан-Паулу, Бразилія, домашня арена клубу «Корінтіанс». Тут пройшли 6 матчів Чемпіонату світу з футболу 2014, в тому числі матч відкриття та один півфінал.

## Чемпіонат світу 2014
Стадіон є одним з місць проведення чемпіонату світу з футболу 2014. Він приймав чотири матчі Груп A, D, B та H, один матч 1/8 фіналу та півфінал.

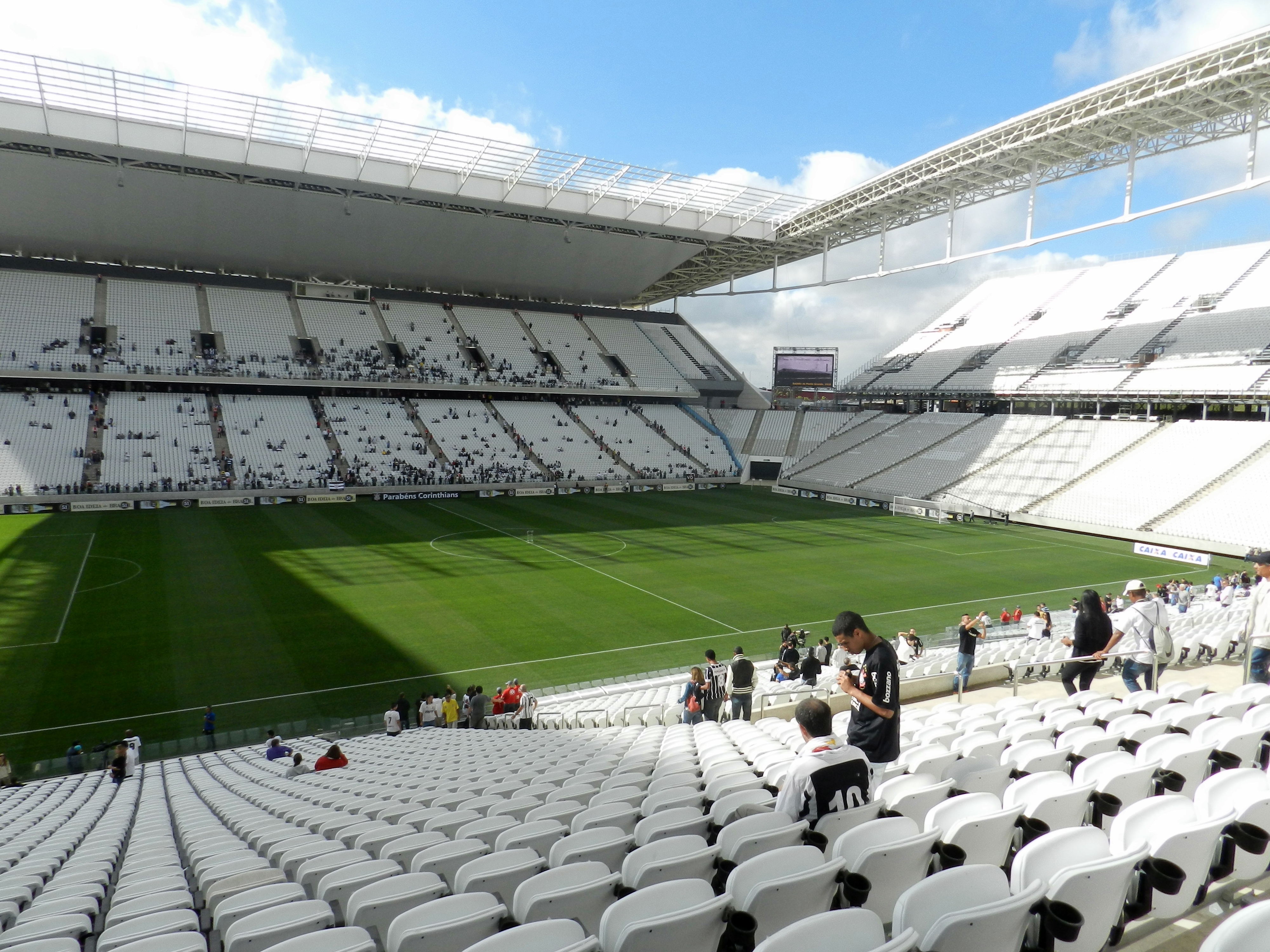
Вигляд із західної трибуни, 10 травня 2014

| Дата           | Час (київський) | Господар       | Результат    | Гість     | Раунд      | Голи                                                | Глядачі |
| -------------- | --------------- | -------------- | ------------ | --------- | ---------- | --------------------------------------------------- | ------- |
| 12 червня 2014 | 23.00           | Бразилія       | 3–1          | Хорватія  | Група А    | Марсело 11 хв. Неймар 29 хв., 71 хв. Оскар 90+1 хв. | 62 103  |
| 19 червня 2014 | 22.00           | Уругвай        | 2–1          | Англія    | Група D    | Суарес 39 хв., 85 хв. Руні 75 хв.                   | 62 575  |
| 23 червня 2014 | 19.00           | Нідерланди     | 2–0          | Чилі      | Група B    | Фер 77 хв. Депай 90+1 хв.                           | 62 996  |
| 26 червня 2014 | 23.00           | Південна Корея | 0–1          | Бельгія   | Група H    | Вертонген 78 хв.                                    | 61 397  |
| 1 липня 2014   | 19.00           | Аргентина      | 1–0 (дч)     | Швейцарія | 1/8 фіналу | ді Марія 118 хв.                                    | 63 255  |
| 9 липня 2014   | 23.00           | Нідерланди     | 0–0 (2–4 п.) | Аргентина | півфінал   |                                                     | 63 267  |